# Joshua Mathiot
 Joshua Mathiot (* 4. April 1800 in Connellsville, Pennsylvania; † 30. Juli 1849 in Newark, Ohio) war ein US-amerikanischer Politiker. Zwischen 1841 und 1843 vertrat er den Bundesstaat Ohio im US-Repräsentantenhaus.

## Werdegang
Um das Jahr 1830 zog Joshua Mathiot nach Newark in Ohio. Nach einem Jurastudium und seiner Zulassung als Rechtsanwalt begann er dort in seinem Beruf zu arbeiten. Zwischen 1832 und 1836 war er als Staatsanwalt tätig. Im Jahr 1834 amtierte er als Bürgermeister von Newark. Politisch schloss er sich der Whig Party an.
Bei den Kongresswahlen des Jahres 1840 wurde Mathiot im zwölften Wahlbezirk von Ohio in das US-Repräsentantenhaus in Washington, D.C. gewählt, wo er am 4. März 1841 die Nachfolge von Jonathan Taylor antrat. Bis zum 3. März 1843 konnte er eine Legislaturperiode im Kongress absolvieren. Diese Zeit war von den Spannungen zwischen Präsident John Tyler und den Whigs geprägt. Außerdem wurde damals bereits über eine mögliche Annexion der seit 1836 von Mexiko unabhängigen Republik Texas diskutiert.
Joshua Mathiot war ein Anhänger der Abstinenzlerbewegung. Bei einem von deren Treffen in Sandusky steckte er sich mit der Cholera an. An dieser Krankheit ist er am 30. Juli 1849 verstorben.